# Wola Branicka-Kolonia
Wola Branicka-Kolonia – wieś w Polsce położona w województwie łódzkim, w powiecie zgierskim, w gminie Zgierz.
W latach 1975–1998 miejscowość należała administracyjnie do ówczesnego województwa łódzkiego. 
W miejscowości znajduje się dawny młyn wodny nad Moszczenicą.

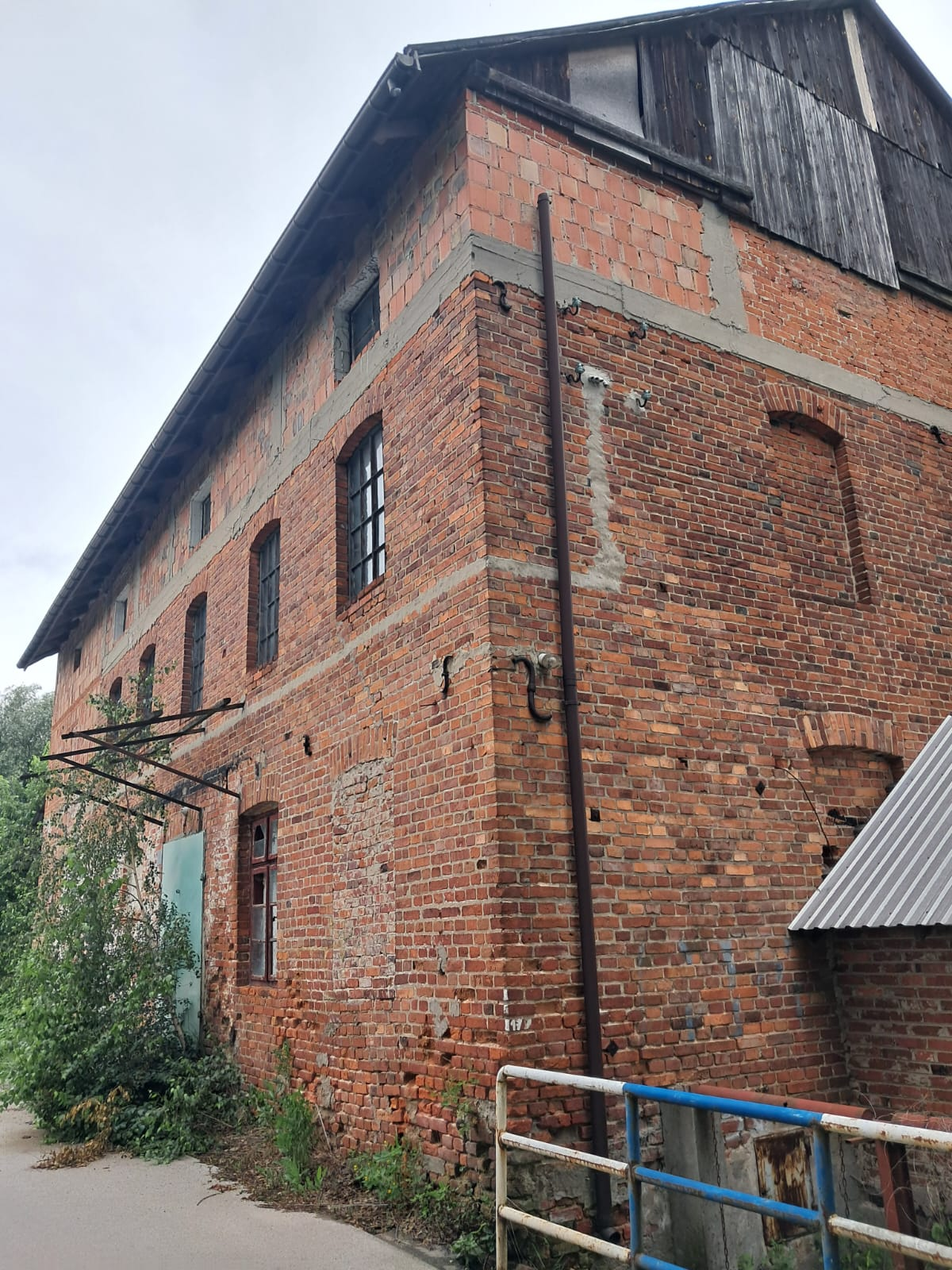
Młyn na obrzeżach Woli Branickiej-Kolonii